# Jason Cummings
Jason Steven Cummings (sinh ngày 1 tháng 8 năm 1995) là một cầu thủ bóng đá chuyên nghiệp người Úc gốc Scotland thi đấu ở vị trí tiền đạo cho câu lạc bộ Central Coast Mariners tại A-League Men và đội tuyển quốc gia Úc.

## Thống kê sự nghiệp

### Quốc tế
Tính đến ngày 22 tháng 11 năm 2022
| Đội tuyển quốc gia | Năm            | Trận | Bàn |
| ------------------ | -------------- | ---- | --- |
| Scotland           | 2017           | 1    | 0   |
| Scotland           | 2018           | 1    | 0   |
| Scotland           | Tổng           | 2    | 0   |
| Úc                 | 2022           | 2    | 1   |
| Úc                 | Tổng           | 2    | 1   |
| Tổng sự nghiệp     | Tổng sự nghiệp | 4    | 1   |

Bàn thắng và kết quả của Úc được để trước.
| # | Ngày                | Địa điểm                         | Đối thủ     | Bàn thắng | Kết quả | Giải đấu |
| - | ------------------- | -------------------------------- | ----------- | --------- | ------- | -------- |
| 1 | 25 tháng 9 năm 2022 | Eden Park, Auckland, New Zealand | New Zealand | 2–0       | 2–0     | Giao hữu |